# Thun-l’Évêque
Thun-l’Évêque ist eine französische Gemeinde im Département Nord in der Region Hauts-de-France. Sie gehört zum Kanton Cambrai im Arrondissement Cambrai. Die Bewohner nennen sich Thun-Épiscopiens.

## Lage
Die Gemeinde  liegt an der kanalisierten Schelde, etwa 40 Meter über dem Meer, neun Kilometer nordöstlich von Cambrai. Nachbargemeinden sind Estrun im Norden, Iwuy im Nordosten, Thun-Saint-Martin im Südosten, Escaudœuvres im Süden, Eswars im Südwesten, Cuvillers und Bantigny im Westen sowie Paillencourt im Nordwesten. Durch das Gemeindegebiet führt die Autoroute A2 mit einer Mautstation.

## Bevölkerungsentwicklung
| Jahr                       | 1962 | 1968 | 1975 | 1982 | 1990 | 1999 | 2006 | 2012 | 2021 |
| Einwohner                  | 589  | 536  | 535  | 594  | 575  | 537  | 601  | 7047 | 767  |
| Quellen: Cassini und INSEE |      |      |      |      |      |      |      |      |      |

## Sehenswürdigkeiten
- Kirche Notre-Dame-de-la-Visitation (Tabernakel und Wandvertäfelung als Monuments historiques geschützt)
- mehrere Oratorien

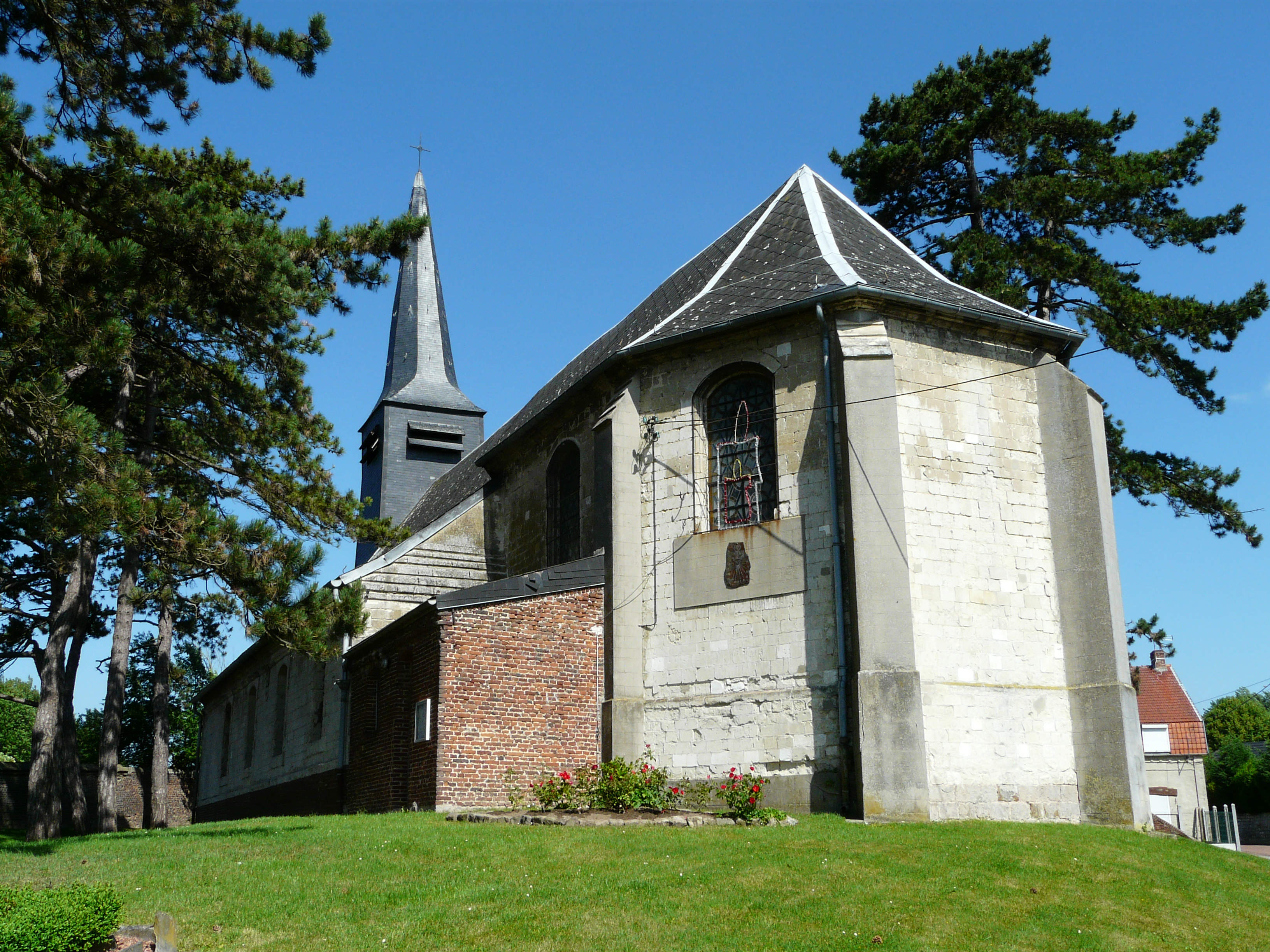
Kirche Notre-Dame-de-la-Visitation
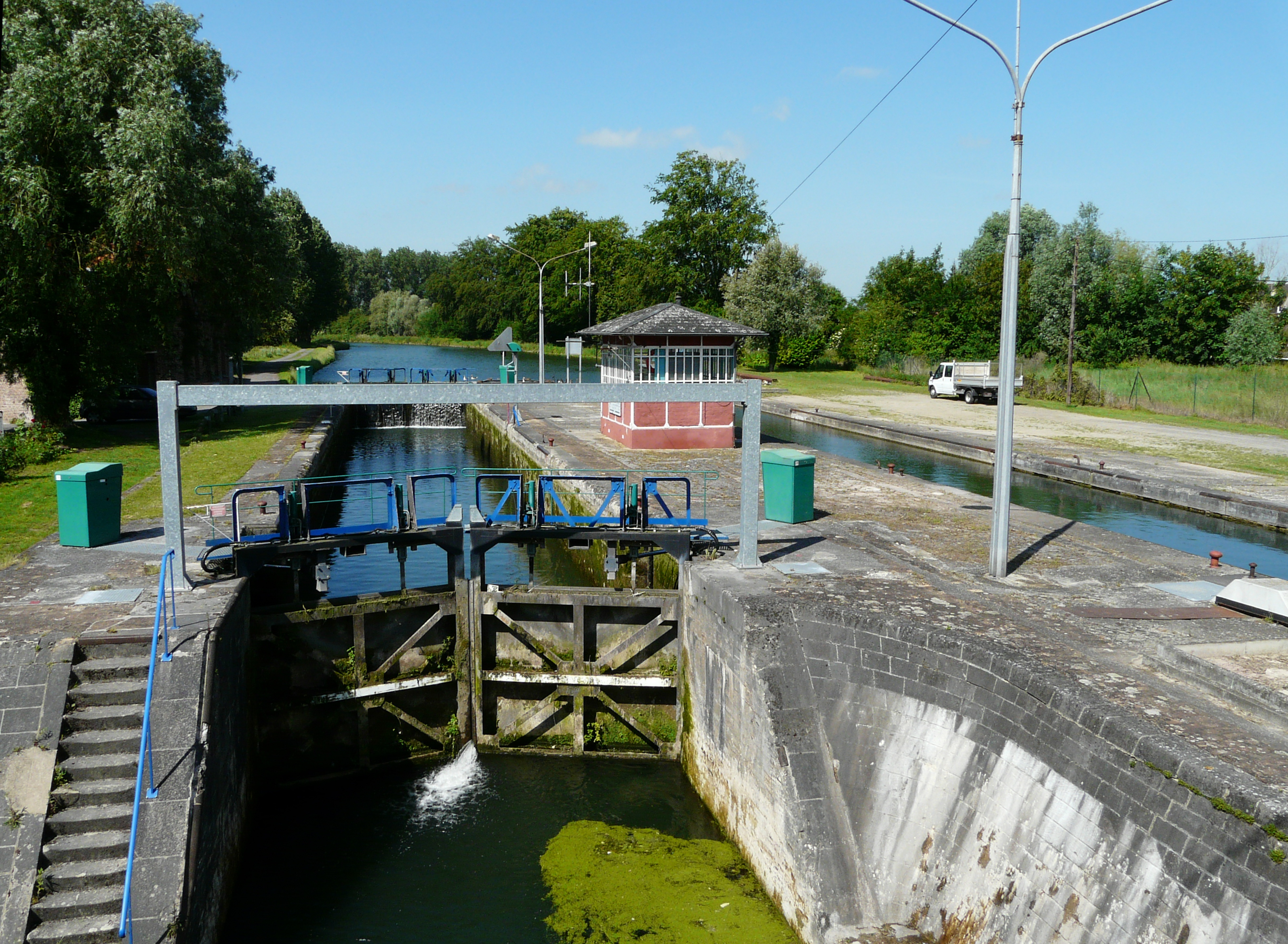
Schiffsschleuse der Schelde
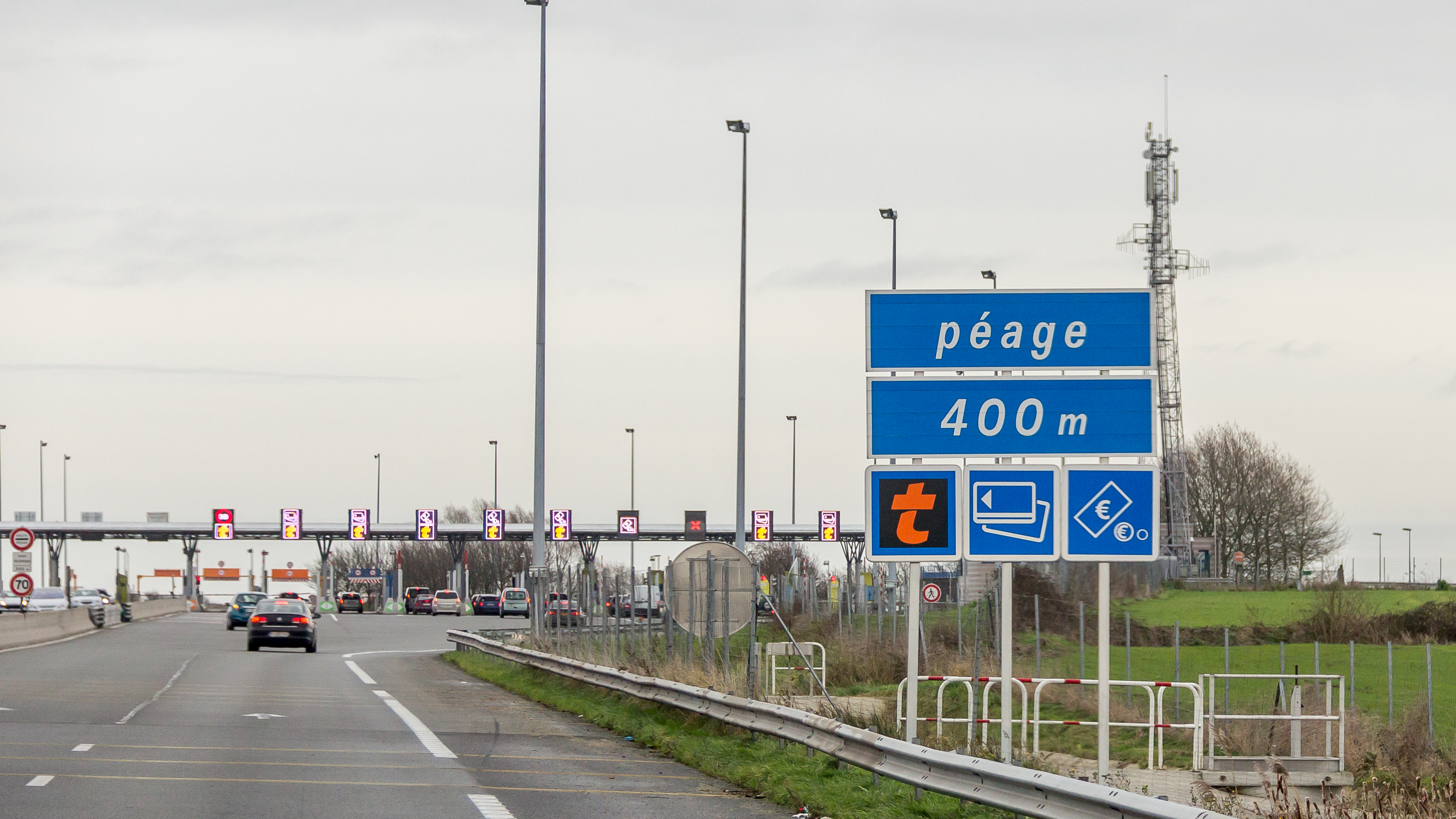
Mautstation an der A2